# Артериит
Артерии́т — это воспаление стенок артерий как правило, в результате инфекции или аутоиммунных реакций. Артериит — это комплекс расстройств, который ещё не совсем изучен. Можно выделить различные типы артериитов на основе систем организма, которые страдают от этого заболевания. Осложнением артериита является тромбоз, который может быть смертельным. Артериит и флебит являются одной из форм васкулита.

## Типы
По механизму развития артериит может быть первичным или вторичным.
Примером вторичного артериита является артериит, который становится результатом инфицирования грибковой инфекцией Candida albicans.
По течению заболевание, как у людей, так и у животных, может быть острым, подострым и хроническим. Процесс может протекать по типу гнойного, некротического и продуктивного воспаления. Чаще он носит смешанный характер. По локализации воспалительного процесса в сосудистой стенке различают эндо-, мезо-, периартерииты. А при поражении всей стенки — панартерииты.